# Marie Béraud
Pour les articles homonymes, voir Béraud.
Marie Béraud, née le 8 juillet 1992 à Tremblay-en-France, est une actrice française. Elle passe toute sa jeunesse à Mitry-Mory avec ses deux frères dont l'aîné est le nageur Romain Béraud.

## Filmographie
Sauf indication contraire, les informations mentionnées dans cette section peuvent être confirmées par la base de données cinématographiques IMDb,  présente dans la section « Liens externes ».

### Cinéma
- 1999 : Schlak de Cécile Arnal et Jean-Louis Laval : la petite sœur[1]
- 2003 : Bakou de Suzanne Legrand : Bakou[1]
- 2012 : Camille redouble de Noémie Lvovsky : la deuxième peste
- 2012 : Tous les garçons aiment ça, court métrage de Philippe Deschamps : Clara
- 2012 : Programme libre, court métrage de Vianney Etossé
- 2012 : La Grande Ourse, court métrage de Kevan Stevens[1]
- 2013 : Fonzy d'Isabelle Doval : Marie
- 2014 : Mauvaise tête, court métrage de Camille Vidal-Naquet : Anne
- 2016 : Befikre d'Aditya Chopra[1]
- 2016 : Prudence, court métrage de Philippe Gourgeon[1]
- 2017 : Garde moi une danse, court métrage de Maxime Guérin : Amélie
- 2018 : Au large, court métrage de Natalia Ducrey : Lisa
- 2018 : Girl, You'll Be A Woman Soon , court métrage de Paulin Bassols

### Télévision
- 1999 : Maternité, épisode Une question d'âge réalisé par Didier Albert : Delphine
- 2000 : La Femme de mon mari de Charlotte Brändström : Julia
- 2000 : Julie Lescaut, épisode La mort de Jeanne réalisé par Daniel Janneau : Marie
- 2002 : L'Instit, épisode Aurélie réalisé par Roger Kahane : Aurélie
- 2002 : Petites histoires d'amour et de contraception de Jean-Louis Laval : la petite sœur[1]
- 2003 : Robinson Crusoé de Thierry Chabert : Isabella, petite
- 2010 : Les Enquêtes du commissaire Laviolette, épisode Le Sang des Atrides réalisé par Bruno Gantillon : La fille Tenerez
- 2010 : Le Désamour de Daniel Janneau : Sophie
- 2010 : Sœur Thérèse.com, épisode Réussir ses rencontres.fr réalisé par Claudio Tonetti : Astrid Vasseur
- 2010 : Profilage, épisode Addiction réalisé par Éric Summer : Pauline
- 2010 - 2012 : La Nouvelle Maud, série créée par Marc Kressmann, Carine Hazan, Emmanuelle Rey-Magnan et Pascal Fontanille : Lola Lambert
- 2011 : RIS police scientifique, épisode Requiem assassin réalisé par Jean-Marc Therin : Kristel
- 2011 : Le Repaire de la vouivre, mini-série réalisée par Edwin Baily : Rafaëla Koenig
- 2012 : Lascars, épisode La Carte puceau réalisé par Tristan Aurouet[1]
- 2012 : Famille d'accueil, épisode Nage libre réalisé par Alain Wermus : Laëtitia
- 2012 : Camping Paradis, épisode Le combat des chefs ! réalisé par Philippe Proteau : Léa
- 2012 : Le Dernier Flic d'Alexandre Laurent[1]
- 2013 : Ce monde est fou de Badreddine Mokrani : Valentine Damier-Bechard
- 2013 - 2016 : Falco, série créée par Clothilde Jamin : Pauline Falco
- 2017 : Agathe Koltès, épisode Bain fatal réalisé par Adeline Darraux : Charlotte Couderc

### Publicités
- 1999 : BA doses : Dose force et vitalité[2]
- 2001 : Ebly au pays des merveilles[3]
- 2002 : Tefal « La mamie »